# Oštro (veter)
Óštro je v Jadranu prehoden in kratkotrajen veter, ki piha iz južne (S) smeri.